# Het Stift
Het Stift est un petit village situé dans la commune néerlandaise de Dinkelland, dans la province d'Overijssel.